# 圓玄學院陳國超興德小學

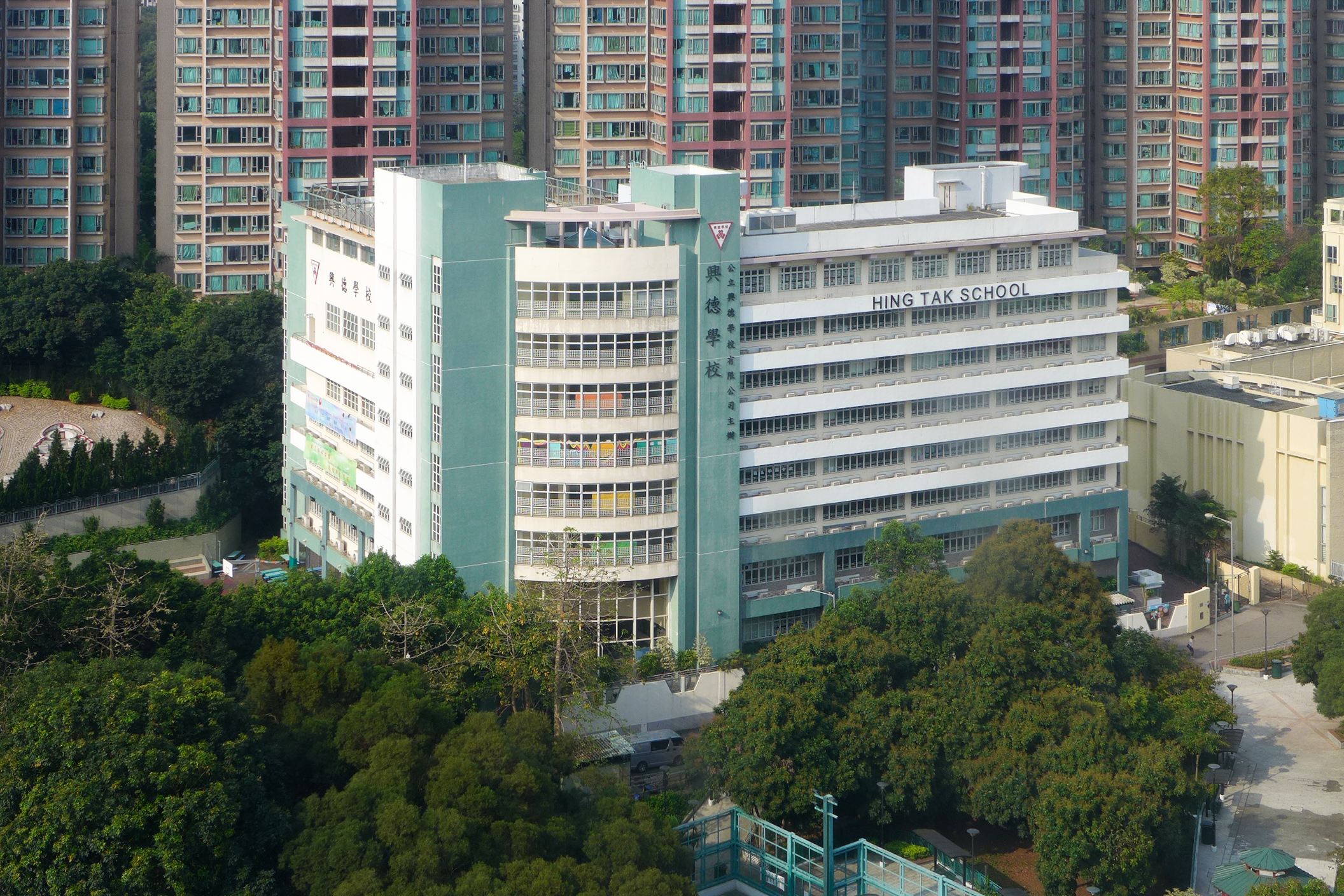
未改新校名時的興德學校

原興德學校校徽

圓玄學院陳國超興德小學（英語：The Yuen Yuen Institute Chan Kwok Chiu Hing Tak Primary School），原名「興德學校」，是一所位於香港屯門區虎地慶平路1號的小學。

## 簡歷
前身為由泥圍、順風圍及鍾屋村三個鄉村各自的村校，1954年9月，三所鄉村學校合併成為一間政府津貼學校，並取名「公立興德學校」。繼而成立「公立興德學校有限公司」管理營辦，並由三村鄉紳輪流擔任校監及校董會成員，校址設於五柳路近泥圍輕鐵站附近（即現為加德士油站）。2004年，舊校舍被政府徵回以興建10號幹線，獲分配至現址重置，並建成一座具有24個課室的千禧標準校舍；而在新校舍2004年建成前，此校曾暫借同區旅港增城同鄉會兆霖學校上課。2005年改名為「興德學校」。2018年7月由圓玄學院接管興德辦學權，並於2020年5月獲教育局批准正式更改校名，於同年9月起易名為「圓玄學院陳國超興德小學」，成為轄下首所直接開辦的小學，校名亦加入了現任圓玄學院主席陳國超先生的名字，以鳴謝陳先生對學校的捐助。其校訓亦加入了香港道教聯合會學校採用的「明道立德」入內。

## 歷任校監
- 鍾佳榮先生[5]

## 歷任校長
資料取自公立興德學校50周年特刊
| 姓名       | 任期          | 任期          | 備註                            |
| ---------- | ------------- | ------------- | ------------------------------- |
| 彭誠華先生 | 1954年9月1日  | 1977年8月31日 | 任期最長的校長                  |
| 郭開源先生 | 1977年9月1日  | 1982年8月31日 |                                 |
| 潘守素先生 | 1982年9月1日  | 1983年8月3日  | 任期最短校長，不足1年           |
| 錢赤祥先生 | 1983年8月4日  | 1984年1月3日  | 署任校長                        |
| 楊毓照先生 | 1984年1月4日  | 1998年8月31日 | [ 6 ]                           |
| 鄭運宏先生 | 1998年8月31日 | 2008年8月31日 |                                 |
| 金國強先生 | 2008年9月1日  | 2011年8月31日 |                                 |
| 陳章萍女士 | 2011年9月1日  | 2017年8月18日 | 被法團校董會辭退，2018年9月被捕 |
| 宋卓範先生 | 2017年8月21日 | 2017年8月31日 | 署理校長                        |
| 蕭麗珊女士 | 2017年9月1日  | 2019年8月31日 |                                 |
| 賴子文先生 | 2019年9月1日  | 至今          | 現任校長                        |

## 校政風波
2017年年初，時任校長陳章萍被指無理解僱教師，包括一位副校長，一位主任；又保留已退學的學生學籍，其後被多位教師聯名投訴，教育局隨後展開調查，並先後委任11名校外人士加入校董會進行整治。最後同年8月18日，校董會議決將陳章萍罷免，並令兩位被無理解僱的教師復職。而事件中一直力撐校長陳章萍的校監鍾佳榮，法團校董會也於同日一致通過把他的大部分權力，包括日常校務的決策與簽署，轉移給另一位辦團校董劉義朗代行，間接也罷免了校監。
2017年8月30日，原有校監鍾佳榮以身體問題為由，向校董會請辭，9月1日起生效，並由劉義朗署任校監一職。
2018年1月6日，5歲女童陳瑞臨於屯門時代廣場寓所住所被生父及繼母毆斃。在此案進行調查時，亦揭發其8歲兄長陳志逸（於此校就讀）亦被生父繼母經連月虐打。其後，陳志逸的班主任、男教師卓嘉輝指示繼母要狠狠打他一頓，又指他詐死，當繼母指摘男童數日沒有刷牙及洗澡，該老師竟回覆：「好彩我仲未聞到有臭味」。
2018年5月，公立興德學校有限公司宣佈與圓玄學院達成協議，讓圓玄學院派人加入校董會以協助日後學校發展，經教育局審批後，同年9月1日正式加入。
2018年9月13日，警方正式以偽造文書罪拘捕前校長陳章萍。
2019年7月2日，經審訊後，陳章萍被裁定一項行使虛假文書罪罪名不成立，隨後法官亦批准辯方獲取訟費。
2020年6月23日，陳章萍校長入稟高等法院，狀告興德學校法團校董會。入稟狀指陳章萍在2017年6月26日在學校內受傷，法團校董會涉嫌嚴重疏忽、違反合約和《職業安全及健康條例》等法例，要求作出賠償。

## 新聞事件
2017年，由時任校長陳章萍聘用的一名校長書記被指在3月30日至4月11日期間，涉嫌在喪失教師資格後仍留校工作，被指違反香港法例第279章《教育條例》第72條「限制進入校舍」條款。辯方認為本案源於被告對法律無知，沒證據顯示被告是居心叵測，故意犯法。經審訊後最終裁定十項未經准許而逗留在學校內罪名成立。法庭拒絕接納被告自稱愚昧犯案的說法，但可幸本案沒有受害人，最終判他160小時社會服務令。

## 外部連結
- 官方网站